# مارسلو ویواس
مارسلو ویواس (انگلیسی: Marcelo Vivas؛ زادهٔ ۸ فوریهٔ ۱۹۶۶) بازیکن فوتبال است.